# Rasmus Persson (fotbollsspelare)
Rasmus Persson, född 25 maj 1996, är en svensk fotbollsspelare som spelar för Klippans Förenade FF.

## Karriär
Inför säsongen 2017 gick Persson till division 1-klubben FK Karlskrona.
Inför säsongen 2023 gick Persson till division 4-klubben Klippans Förenade FF.